# Młodzicy
Młodzicy – grupa młodzieżowa klubu sportowego.
W piłce nożnej jest to grupa młodzieżowa składająca się z zawodników do 13 roku życia. W piłce siatkowej, według wytycznych PZPS, młodzicy to kategoria wiekowa obejmująca osoby do 15 roku życia. Mecze w tej kategorii są rozgrywane do dwóch wygranych setów. Wyższe kategorie wiekowe to kadeci (juniorzy młodsi – do 17 lat) i juniorzy (do 19 lat).